# Erwin Nöbbe

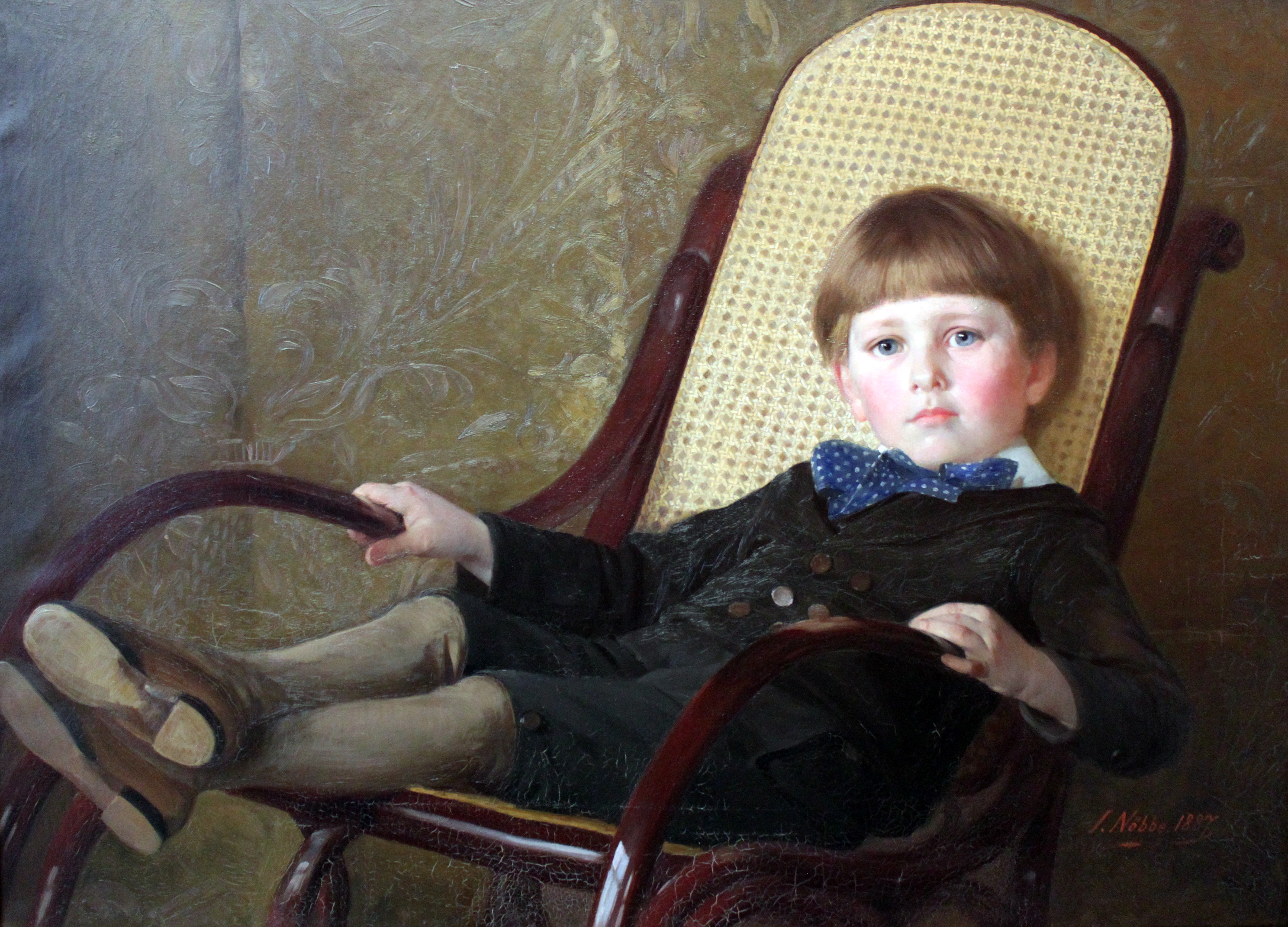
Erwin Nöbbe (als Kind). Gemälde von Jacob Nöbbe

Erwin Nöbbe (* 29. März 1882 in Flensburg; † 3. März 1948 ebenda) war ein deutscher Maler. Er war zudem als Historiker, Lehrer,  Numismatiker und Journalist tätig.

## Leben
Schon sein Vater Jacob Nöbbe war als Maler tätig; seine jüngere Schwester war die Malerin Elsa Nöbbe. Erwin Nöbbe studierte ab 1901 in Berlin an der Kunstakademie, anschließend an der Kunstschule in Weimar bei Ludwig von Hofmann. 1905 kehrte er nach Flensburg zurück. In den Wintersemestern 1905/06 und 1907/08 nahm er mit seinem Vater an der Kunstgewerblichen Fachschule in Flensburg am Abendunterricht von Heinz Wedding teil. Aus Zweifel an seiner künstlerischen Begabung beschäftigte er sich stadthistorischen und vorgeschichtlichen Themen. Sehe Kenntnisse auf dem Gebiet der Numismatik brachten ihm 1907 die Stelle eines Assistenten am Kunstgewerbemuseum in Flensburg ein. 1909–1913 war er Konservator am Museum für Vaterländische Altertümer in Kiel, im Ersten Weltkrieg Zeichner in einem Infanterie-Bataillon. Nach Kriegsende kehrte Nöbbe nach Flensburg zurück. 1920 gestaltete er Notgeldscheine für verschiedene schleswig-holsteinische Orte, in denen er auch die Situation nach der Volksabstimmung 1920 aufnahm. Nachdem er sich 1927 vergeblich um die Stelle des Museumsdirektors in Flensburg beworben hatte, wandte er sich der dänischen Minderheit zu und wurde Journalist. Seit 1946 war er Zeichenlehrer an der Duborg Skolen.

Erwin Nöbbe hat seine künstlerische Tätigkeit nie ganz aufgegeben und malte primär Landschaftsbilder seiner Heimat und wurde von verschiedenen dänischen Malern inspiriert. Er war 1937 an der Neu-Gestaltung des Flensburger Wappens beteiligt.

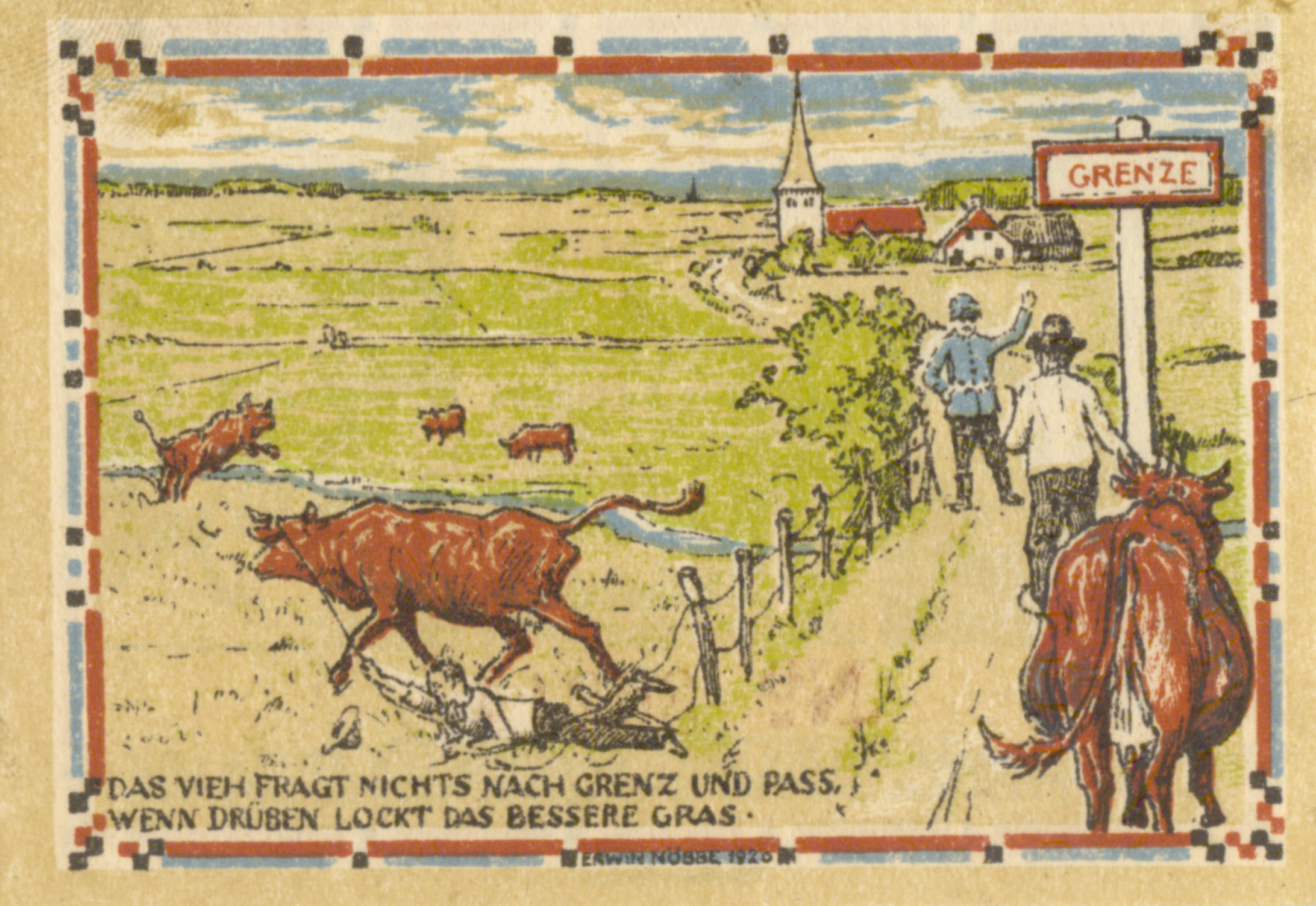
Notgeldschein der Gemeinde Lutzhöft, 50 Pf., Vorderseite, 1920
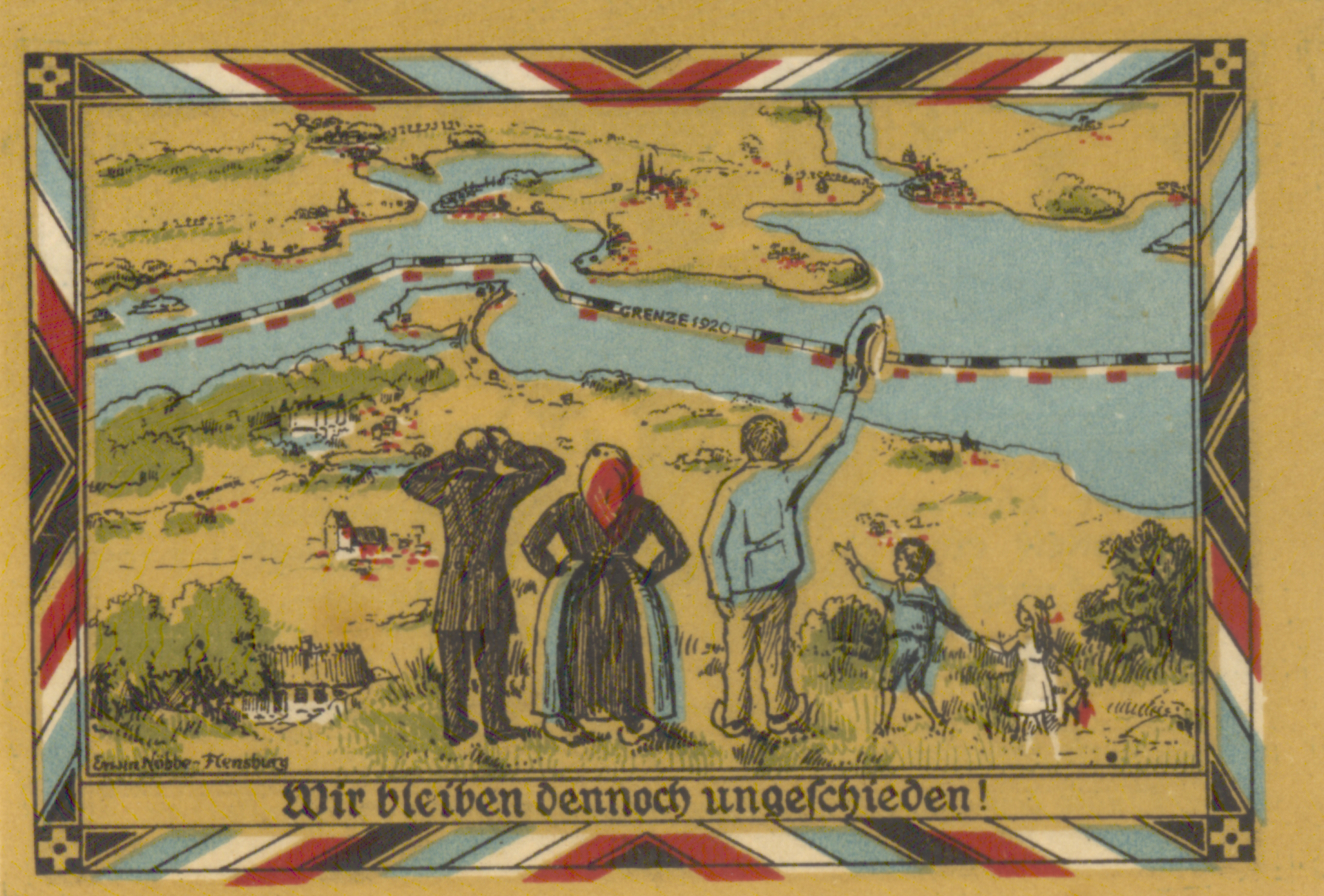
Notgeldschein der Gemeinde Lutzhöft, 1 Mk., Vorderseite, 1920
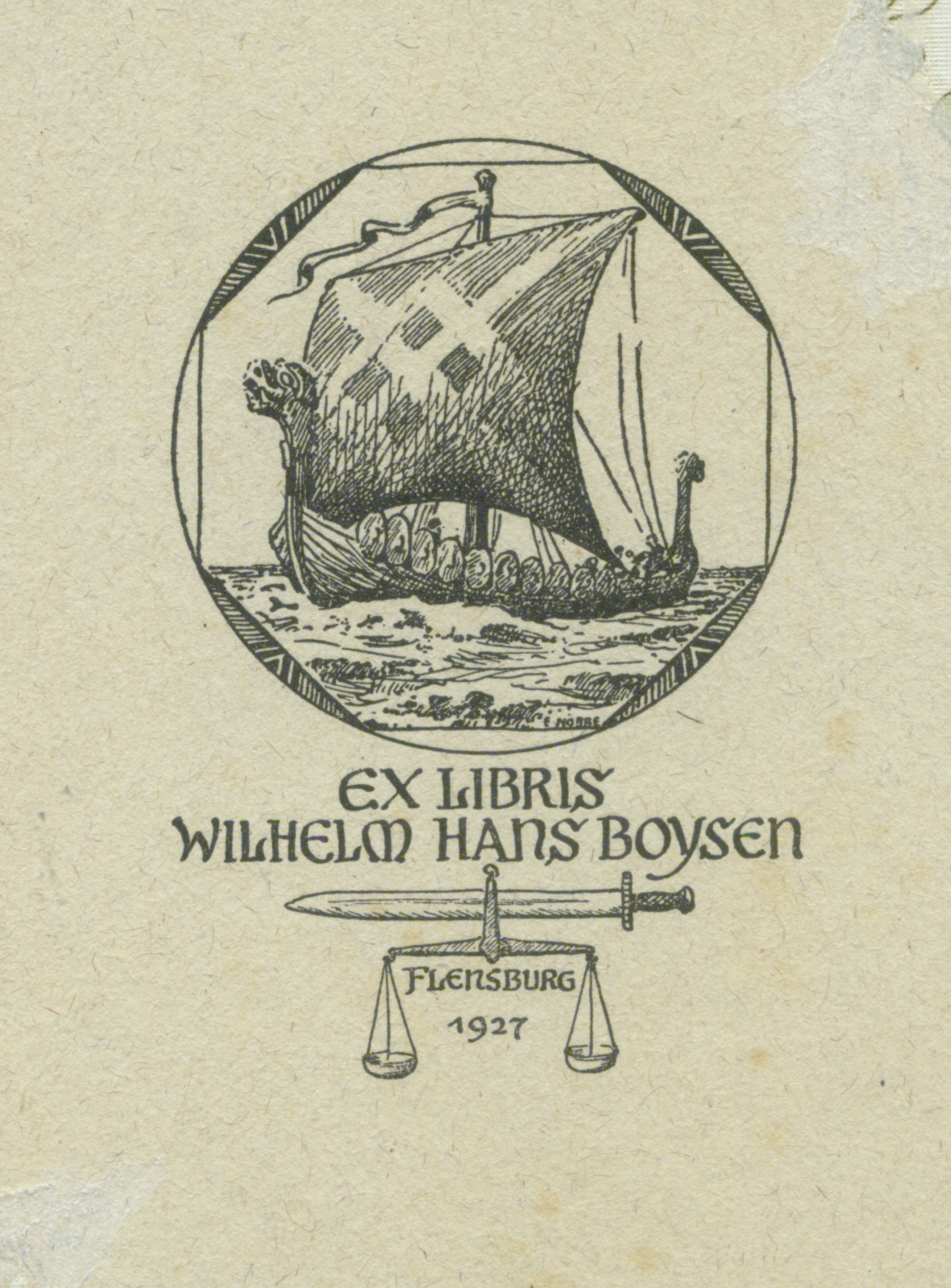
Exlibris für Wilhelm Hans Boysen, 1927

## Schriften
- Münzfunde vom Stadtplatz Haithabu 1905–31. In: Gustav Schwantes (Hrsg.): Festschrift zur Hundertjahrfeier des Museums Vorgeschichtlicher Altertümer in Kiel. Wachholtz, Neumünster 1936, S. 131–135.
- Der karolingische Münzschatz vom Krinkberg. In: Gustav Schwantes (Hrsg.): Festschrift zur Hundertjahrfeier des Museums Vorgeschichtlicher Altertümer in Kiel. Wachholtz, Neumünster 1936, S. 136ff.
- Die Münze als Quelle der Geschichte und Kulturgeschichte unserer engeren Heimat. In: Die Heimat. Monatsschrift für schleswig-holsteinische Heimatforschung und Volkstumspflege. Bd. 47 (1937), Heft 4, April 1937, S. 97–103 (Digitalisat).